# Шумшевашское сельское поселение
Шумшева́шское се́льское поселе́ние (чув. Шӗмшевӗш ял тӑрӑхӗ) — упразднённое в 2022 году муниципальное образование в составе Аликовского муниципального округа Чувашской Республики. Административный центр — село Шумшеваши.

## Состав поселения
В состав сельского поселения входят населённые пункты: 
| №  | Населённый пункт   | Тип населённого пункта       | Население (2015) |
| -- | ------------------ | ---------------------------- | ---------------- |
| 1  | Большие Атмени     | Деревня                      | ↗139             |
| 2  | Большое Ямашево    | Село                         | ↗340             |
| 3  | Выла-Базар         | Деревня                      | ↗66              |
| 4  | Выселка Атмень     | Деревня                      | ↗33              |
| 5  | Ишпарайкино        | Деревня                      | ↗150             |
| 6  | Караклово          | Деревня                      | ↗40              |
| 7  | Кивой              | Деревня                      | ↗146             |
| 8  | Лотра-Багиши       | Деревня                      | ↗33              |
| 9  | Нагорная           | Деревня                      | ↗36              |
| 10 | Новая              | Деревня                      | ↗131             |
| 11 | Олух-Шумшеваши     | Деревня                      | ↗60              |
| 12 | Пизенеры           | Деревня                      | ↘54              |
| 13 | Прошкино           | Деревня                      | ↗160             |
| 14 | Сормпось-Шумшеваши | Деревня                      | ↗134             |
| 15 | Шафранчик          | Деревня                      | ↗71              |
| 16 | Шоркасы            | Деревня                      | ↗91              |
| 17 | Шумшеваши          | Село, административный центр | ↗280             |
| 18 | Элекейкино         | Деревня                      | ↗102             |
| 19 | Якейкино           | Деревня                      | ↗172             |

## Население
| 2010  | 2012  | 2013  | 2014  | 2015  | 2016  | 2017  |
| ----- | ----- | ----- | ----- | ----- | ----- | ----- |
| 1832  | ↘1742 | ↘1696 | ↘1640 | ↘1624 | ↘1583 | ↘1540 |
| 2018  | 2019  | 2020  | 2021  |       |       |       |
| ↘1480 | ↘1449 | ↘1408 | ↘1377 |       |       |       |

## Физико-географическая характеристика
По землям поселения протекают реки Выла, Шумшевашка и Сорма.

## Памятники и памятные места
- На территории деревни Большие Атмени находится памятник в честь восстания населения Большие Атмени.
- Памятники в честь погибших в Великой Отечественной войне 1941—1945 гг. воинов: в сёлах Шумшева́ши, Большо́е Яма́шево, деревнях Киво́й, Элеке́йкино.

## Связь и средства массовой информации
- Связь: ОАО «Волгателеком», БиЛайн, МТС, Мегафон. Развит Интернет ADSL-технологии.
- Газеты и журналы: Аликовская районная газета «Пурнăç çулĕпе» (По жизненному пути). Языки публикаций: чувашский, русский.
- Телевидение: Население использует эфирное и спутниковое телевидение. Эфирное телевидение позволяет принимать национальный канал на чувашском и русском языках.